# Piazza Quattro Giornate

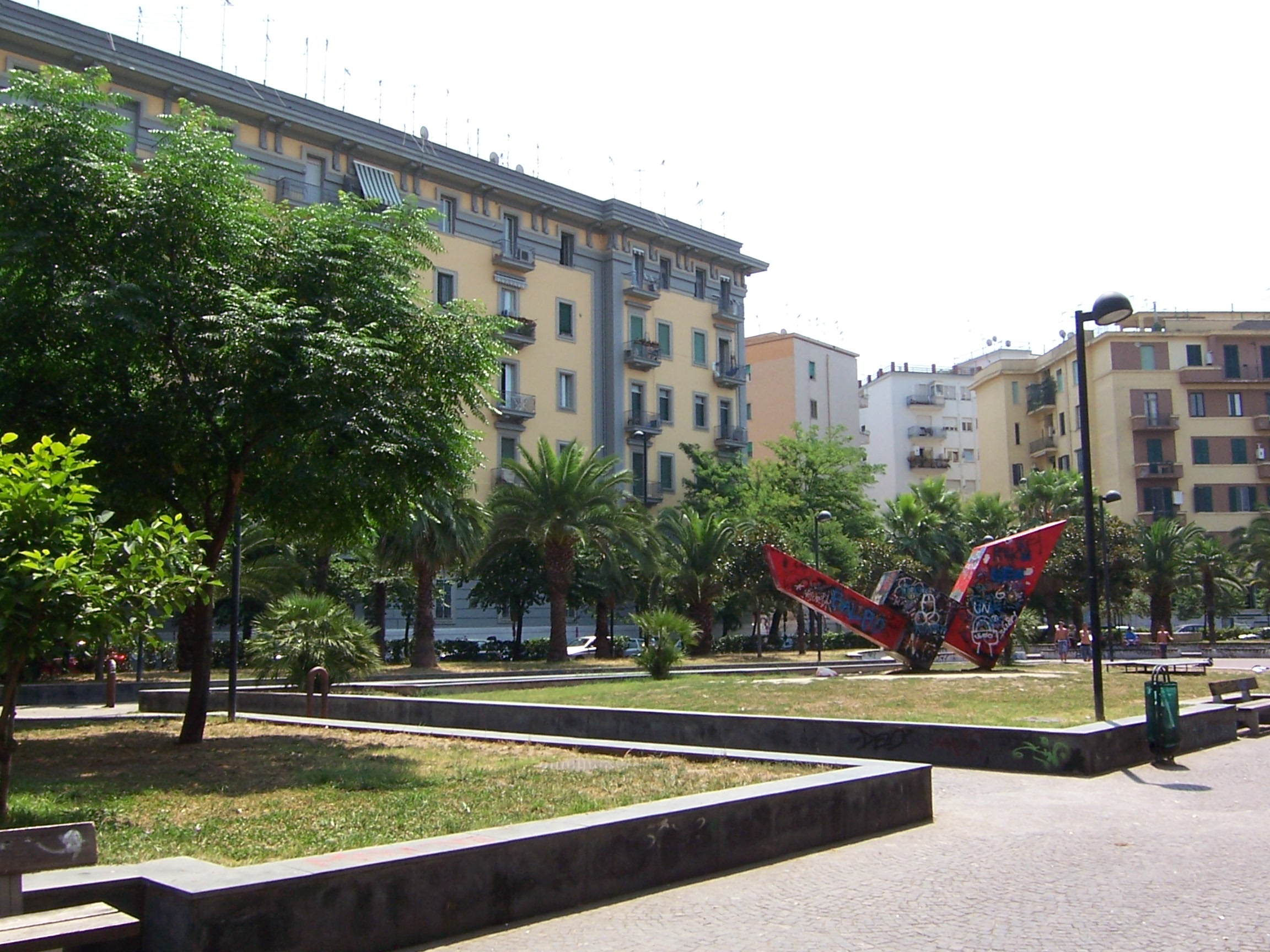
Prospettiva di piazza Quattro Giornate

Piazza Quattro Giornate è una piazza di Napoli, ubicata nel quartiere del Vomero.
Essa prende il nome dall'insurrezione contro l'occupazione nazista che si svolse a Napoli nei giorni compresi tra il 27 e il 30 settembre 1943, passati alla storia come le Quattro giornate di Napoli.
Prima di essere così denominata, cioè fino al 1949, la piazza era dedicata a Pietro Mascagni. Talvolta la si è indicata come piazzale del Littorio dal momento che su di essa affaccia il campo sportivo del Littorio, stadio oggi dedicato ad Arturo Collana.

## Descrizione
La piazza ospita dal 2001 l'omonima stazione della metropolitana. Al termine dei lavori è stata risistemata con ampi spazi di aggregazione, un emiciclo e un'area con tavoli e panche di legno; sono stati inoltre inseriti ampi spazi verdi, piante e prati che sanciscono una netta separazione dalla strada e dal traffico, oltre ad alcune sculture di Renato Barisani e Lydia Cottone.
Su di essa affaccia lo Stadio Arturo Collana, stadio che ha ospitato le partite casalinghe della S.S.C. Napoli fino al 1959.

## Trasporti
Nella piazza è presente la Stazione Quattro Giornate della Linea 1.